# Nudli
A nudli a dél-német és osztrák konyhában elterjedt "Schupfnudel" (sodort nudli) átvétele. A Magyarországon elterjedt változat búzalisztes burgonyatésztából készül és – Ausztria keleti tartományaihoz hasonlóan – főleg édesen fogyasztják.

## Elnevezése
A német "Knödel" (gombóc) ferdített "Knudel" változatának, majd a "k" hang 18. századi elmaradása után használatos "Nudel" szó magyarítása. Az eredeti elnevezés "schupf" jelzője sodortat jelent.

## Származása
A bajor és sváb területeken régóta készítik búza- és rozslisztből. A burgonya 18. századi megjelenése után kezdték a tésztát ezzel szaporítani. A ma elterjedt változat az Osztrák-Magyar Monarchia idején, zsidó közvetítéssel terjedt el Magyarországon, azonban a szlovák halusky (burgonyás galuska) változatai már a 18. században megjelentek magyar receptkönyvekben.

## Elkészítése
A hagyományos recept 10:1 arányban tartalmaz főtt, áttört burgonyát és grízes lisztet, valamint a burgonya minden kilójára 2 tojást. A legalkalmasabb burgonyafélék a lisztes állagú, szétfővő fajták, mint pl. az Agria. Az összedolgozott tésztából ujjnyi rudakat formáznak és forrásban lévő, sós vízben kifőzik. Lecsöpögtetés után, gyakran vajban, vagy zsírban pirított zsemlemorzsába forgatják. Többnyire cukrozott mákkal vagy dióval fogyasztják, de előfordulnak sós változatok is.  